# حاجی‌کلا سفلی
حاجی کلاسفلی، روستایی است از توابع بخش سرخ‌رود شهرستان محمودآباد در استان مازندران ایران.ممد

## جمعیت
این روستا در دهستان دابوی شمالی قرار دارد و براساس سرشماری مرکز آمار ایران در سال ۱۳۸۵، جمعیت آن ۸۱۹ نفر (۲۲۷خانوار) بوده‌است.اما جمعیت روستا بر اساس سرشماری سال ۹۵ به تعداد ۱۰۷۷نفر افزایش یافته است،این روستا در کنار محور اصلی اتوبان محمود آباد به سرخ رود قرار گرفته وبه جهت موقعیت مکانی ووجود اقامتگاه خوب ولاکچری به روستای گردشگر پذیر تبدیل شده که پذیرا خیل عظیمی از ایرانیان دوستدار طبیعت می باشد. با توجه به وضعیت وموقعیت روستا شاهد مهاجرت معکوس از شهر به این روستا رو شاهد هستیم.